# Sten Wåhlin
Sten Wåhlin, född 19 februari 1914 i Söderhamns församling i Gävleborgs län, död 15 mars 1981 i Botkyrka församling i Stockholms län, var en svensk militär och generaldirektör.

## Biografi
Han avlade studentexamen i Stockholm 1932. Han avlade officersexamen vid Krigsskolan 1935 och utnämndes samma år till fänrik i fortifikationen, varefter han gick Allmänna fortifikationskursen vid Artilleri- och ingenjörhögskolan 1936–1938, befordrades till löjtnant i ingenjörtrupperna 1938 och studerade vid Krigshögskolan 1940–1942. Han befordrades till kapten i Generalstabskåren 1944, tjänstgjorde vid Försvarsstaben 1944–1946 och var lärare vid Krigshögskolan 1946–1951. Efter trupptjänst vid Bodens ingenjörkår utnämndes han till major i ingenjörtrupperna 1953, var chef för Utrustningsavdelningen i Arméstaben 1953–1959 och gick Allmänna kursen vid Försvarshögskolan 1954. Han befordrades 1959 till överstelöjtnant och var chef för Arméns fältarbetsskola 1959–1961, varefter han befordrades till överste 1961 och var chef för Sektion I vid Arméstaben 1961–1963. Under år 1963 var han sekundchef vid Livregementets grenadjärer.
År 1964 befordrades Wåhlin till generalmajor, varefter han var generalfälttygmästare och chef för Arméförvaltningen från och med den 1 oktober 1964 till och med den 30 juni 1968. Han var dock tjänstledig från Arméförvaltningen från och med den 1 oktober 1966 och var i stället 1966–1968 ordförande i Försvarets förvaltningsdirektion (av vilken han som tjänstgörande chef för Arméförvaltningen redan hade varit ledamot 1964–1966). Under de åren hade han också i uppdrag att utreda en samlad organisation för försvarets materialanskaffning, vilket ledde till inrättandet av Försvarets materielverk den 1 juli 1968. Han var därefter verkets generaldirektör och chef 1968–1974, varefter han inträdde som generallöjtnant i reserven 1974. Som generaldirektör lade han ned ”ett omfattande arbete på att utveckla och systematisera den ofta mycket komplicerade processen  vid anskaffning av materiel inom försvaret, och av särskild betydelse är, att han införde och utvecklade fasta rutiner i kontakten med försvarsgrenscheferna liksom med institutioner direkt engagerade i försvarsforskning eller i för försvaret betydelsefull forsknings- och försöksverksamhet samt inte minst med försvarsindustrin”. Från 1978 var Wåhlin ordförande i den parlamentariska kommission som utredde frågor rörande flyg- och robotindustrins framtid.
Sten Wåhlin invaldes 1958 som ledamot av Kungliga Krigsvetenskapsakademien och 1971 som hedersledamot av Kungliga Örlogsmannasällskapet.
Sten Wåhlin var son till bankdirektör Per Wåhlin och dennes hustru Tora Wåhlin (född Melin). Han gifte sig 1940 med Märtha Bergenstråhle (1913–2011). Sten Wåhlin är tillsammans med föräldrar och hustru begravd på Botkyrka kyrkogård.

## Utmärkelser
- Riddare av Svärdsorden, 1953.[16]
- Kommendör av Svärdsorden, 1964.[17]
- Kommendör av första klass av Svärdsorden, 1967.[18]